# 히로하시 주시
히로하시 츄시/나카코(일본어: 広橋 仲子 ひろはし ちゅうし/なかこ[*], 후지와라노 츄시/나카코(藤原 仲子), 키 츄시/나카코(紀 仲子), 랴쿠오 2년/엔겐 4년 (1339년) - 오에이 34년 5월 20일 (1427년 6월 14일))는 무로마치 시대의 여성이자 여원이다. 고코곤 천황의 텐지이며, 고엔유 천황의 생모이다. 히로하시 카네츠나 (후지와라씨)의 양녀로, 친부는 이와시미즈 하치만구 신관 젠포지 츠우세이 (善法寺通清, 키씨)이다. 생모는 요츠츠노미야 타카마사 왕의 딸 (법명 치센쇼츠우(智仙聖通)이다. 원호는 스겐몬인(崇賢門院)이다. 자매로는 키 료시/요시코 (아시카가 요시아키라의 측실, 아시카가 요시미츠의 생모), 다테 마사무네의 정실 린노지도노가 있다. 비구니어소의 다이지인(大慈院, 미나미고쇼)의 개기자로 알려져있다.

## 생애
고코곤 천황의 텐지가 되어, 엔분 3년 (1358년)에 오히토 친왕 (고엔유 천황)을, 조지 원년 (1362년)에 히토나가 친왕 (에이죠 입도친왕)을, 조지 2년 (1363년)에 교닌 법친왕을, 오안 4년 (1371년)에 교세이 법친왕을 낳았다. 오안 7년 (1374년) 11월에 종3위에 올랐고, 오안 8년 (1375년) 1월에, 출가하였고, 고랴쿠 2년 (1380년) 1월에 준삼궁 선하를 받았다. 에이토쿠 2년 (1382년)에 고엔유 천황이 고코마츠 천황에게 양위했다. 에이토쿠 3년 (1383년), 고엔유 상황이 비 산죠 이즈코를 구타하는 사건이 있어, 달려온 츄시가 술을 권하며 고엔유를 달래면서, 출혈이 멈추지 않는 이즈코가 치료를 위해 물러날 수 있도록 했다. 그 후, 고엔유가 지불당에 틀어박혀 할복하겠다고 선언했을 때에도, 달래기도 했다. 같은 해 4월 25일, 원호 선하를 받아 스겐몬인의 원호를 받게 되었다. 오에이 34년 (1427년) 5월 20일, 89세의 나이로 사망했다. 『신고습유와카집(新後拾遺和歌集)』 이하의 칙찬집에 8수가 수록되었다.

## 참고문헌
- 近藤敏喬 編『宮廷公家系図集覧』東京堂出版、1994年
- 服藤早苗『歴史のなかの皇女たち』小学館、2002年
- 『日本女性人名辞典』日本図書センター、1998年